# Kristina Sergejewna Kroitor
Kristina Sergejewna Kroitor (russisch Кристина Сергеевна Кройтор, englische Schreibweise Kristina Kroitor; * 20. Dezember 2006) ist eine russische Tennisspielerin.

## Karriere
Kroitor spielt bislang vorrangig Turniere auf der ITF Women’s World Tennis Tour, wo sie bislang zwei Titel im Einzel und zwei im Doppel gewinnen konnte.

## Turniersiege

### Einzel
| Nr. | Datum            | Turnier    | Kategorie | Belag | Finalgegnerin          | Ergebnis |
| --- | ---------------- | ---------- | --------- | ----- | ---------------------- | -------- |
| 1.  | 20. Oktober 2024 | Zaghkadsor | ITF W15   | Sand  | Walerija Juschtschenko | 6:2, 6:4 |
| 2.  | 25. Mai 2025     | Zaghkadsor | ITF W15   | Sand  | Marie Vogt             | 6:4, 6:4 |

### Doppel
| Nr. | Datum         | Turnier  | Kategorie | Belag | Partnerin               | Finalgegnerinnen            | Ergebnis |
| --- | ------------- | -------- | --------- | ----- | ----------------------- | --------------------------- | -------- |
| 1.  | 15. März 2025 | Gonesse  | ITF W15   | Sand  | Anastassija Solotarjowa | Astrid Cirotte Lucie Pawlak | 6:2, 6:2 |
| 2.  | 22. März 2025 | Le Havre | ITF W15   | Sand  | Anastassija Solotarjowa | Kaat Coppez Amelie Van Impe | 6:4, 6:4 |